# Takayoshi Ishihara
Takayoshi Ishihara (石原 崇兆?, Ishihara Takayoshi; Fuji, 17 novembre 1992) è un calciatore giapponese, centrocampista dello Zweigen Kanazawa.

## Palmarès

### Club

#### Competizioni nazionali
- J2 League: 1

Matsumoto Yamaga: 2018